# 瓦爾帕萊索 (卡克塔省)
瓦爾帕萊索是哥倫比亞的城鎮，位於該國南部，由卡克塔省負責管轄，始建於1981年，面積1,218平方公里，海拔高度485米，2005年人口7,645，人口密度每平方公里6.28人。
1°11′57″N 75°42′35″W / 1.19917°N 75.7097°W